# Apamea adela
Apamea adela là một loài bướm đêm trong họ Noctuidae.